# 조제프 폴봉쿠르

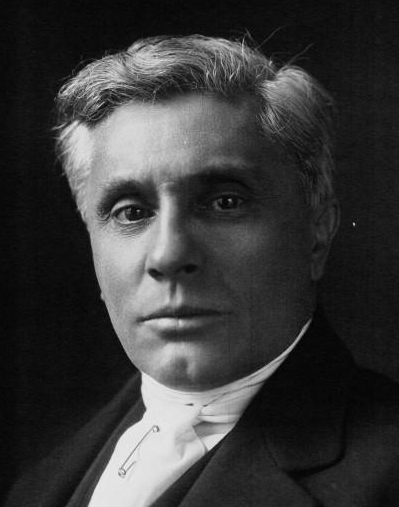

오귀스탱 알프레드 조제프 폴 봉쿠르(Augustin Alfred Joseph Paul-Boncour, 1873년 8월 4일 ~ 1972년 3월 28일)는 프랑스의 정치인이다. 1932년부터 1933년까지 프랑스 총리를 지낸 바 있다.